# Failde
Failde é uma aldeia portuguesa do Município de Bragança que foi sede da extinta Freguesia de Failde, freguesia que tinha 15,7 km² de área e 150 habitantes (2011), e, por isso, uma densidade populacional de 9,6 hab./km².
A Freguesia de Failde foi extinta em 2013, no âmbito de uma reforma administrativa nacional, tendo sido agregada à freguesia de Parada, para formar uma nova freguesia denominada União das Freguesias de Parada e Failde com a sede em Parada.
Failde foi vila e sede de concelho até ao início do século XIX. Este era constituída pelas freguesias de Failde e de Carocedo, que hoje faz parte da primeira, e tinha a designação de concelho de Failde e Carocedo.

## População
| População da freguesia de Failde | População da freguesia de Failde | População da freguesia de Failde | População da freguesia de Failde | População da freguesia de Failde | População da freguesia de Failde | População da freguesia de Failde | População da freguesia de Failde | População da freguesia de Failde | População da freguesia de Failde | População da freguesia de Failde | População da freguesia de Failde | População da freguesia de Failde | População da freguesia de Failde | População da freguesia de Failde |
| -------------------------------- | -------------------------------- | -------------------------------- | -------------------------------- | -------------------------------- | -------------------------------- | -------------------------------- | -------------------------------- | -------------------------------- | -------------------------------- | -------------------------------- | -------------------------------- | -------------------------------- | -------------------------------- | -------------------------------- |
| 1864                             | 1878                             | 1890                             | 1900                             | 1911                             | 1920                             | 1930                             | 1940                             | 1950                             | 1960                             | 1970                             | 1981                             | 1991                             | 2001                             | 2011                             |
| 293                              | 308                              | 384                              | 371                              | 361                              | 304                              | 287                              | 310                              | 359                              | 327                              | 235                              | 219                              | 187                              | 158                              | 150                              |

## Património
- Pelourinho de Faílde e Carocedo